# Lynn Loring
Lynn Loring, nata Lynn Zimring (Manhattan, 14 luglio 1944 – Los Angeles, 23 dicembre 2023), è stata un'attrice, produttrice televisiva e produttrice cinematografica statunitense.

## Filmografia parziale

### Attrice

#### Cinema
- Splendore nell'erba (Splendor in the Grass), regia di Elia Kazan (1961)
- La scuola dell'odio (Pressure Point), regia di Hubert Cornfield (1962)
- Doppia immagine nello spazio (Doppelgänger), regia di Robert Parrish (1969)

#### Televisione
- The Jean Carroll Show – serie TV, 11 episodi (1953-1954)
- Aspettando il domani (Search for Tomorrow) – serie TV, 240 episodi (1951-1961)
- Bus Stop – serie TV, episodio 1x13 (1961)
- Corruptors (Target: The Corruptors) – serie TV, episodio 1x21 (1962)
- Fair Exchange – serie TV, 22 episodi (1962-1963)
- The Greatest Show on Earth – serie TV, episodio 1x30 (1964)
- Mr. Novak – serie TV, episodio 2x09 (1964)
- F.B.I. (The F.B.I.) – serie TV, 12 episodi (1965)
- A Man Called Shenandoah – serie TV, episodio 1x22 (1966)
- Giovani avvocati (The Young Lawyers) – serie TV, episodio 1x16 (1971)
- Black Noon – serie TV (1971)
- Orrore a 12000 metri (The Horror at 37,000 Feet) – film TV (1973)
- Massacro a Kansas City (The Kansas City Massacre) – film TV (1975)

### Produttrice

#### Cinema
- Mister mamma (Mr. Mom) (1983)
- Harry e Carota (Me and the Kid) (1993)

#### Televisione
- Tre come allora (The Return of Mod Squad) – film TV (1979)
- The Best Little Girl in the World – film TV (1981)
- Idolo da copertina (Making of a Male Model) – film TV (1983)
- Glitter – serie TV, 13 episodi (1984-1985)